# Sebastian Fini Carstensen
Sebastian Fini Carstensen (Hellerup, 26 de marzo de 1995) es un deportista danés que compite en ciclismo de montaña en la disciplina de campo a través.
Ganó cuatro medallas en el Campeonato Mundial de Ciclismo de Montaña entre los años 2015 y 2023, y cuatro medallas en el Campeonato Europeo de Ciclismo de Montaña entre los años 2017 y 2022.

## Medallero internacional
| Campeonato Mundial | Campeonato Mundial     | Campeonato Mundial | Campeonato Mundial         |
| Año                | Lugar                  | Medalla            | Competición                |
| ------------------ | ---------------------- | ------------------ | -------------------------- |
| 2015               | Vallnord (Andorra)     | Medalla de plata   | Campo a través por relevos |
| 2017               | Cairns (Australia)     | Medalla de plata   | Campo a través por relevos |
| 2018               | Lenzerheide (Suiza)    | Medalla de bronce  | Campo a través por relevos |
| 2023               | Glasgow (Reino Unido)  | Medalla de bronce  | Campo a través por relevos |
| Campeonato Europeo |                        |                    |                            |
| Año                | Lugar                  | Medalla            | Competición                |
| 2017               | Darfo Boario (Italia)  | Medalla de plata   | Campo a través por relevos |
| 2019               | Brno (República Checa) | Medalla de bronce  | Campo a través por relevos |
| 2021               | Novi Sad (Serbia)      | Medalla de plata   | Campo a través             |
| 2022               | Múnich (Alemania)      | Medalla de plata   | Campo a través             |